# 1980年レークプラシッドオリンピックのオーストリア選手団
1980年レークプラシッドオリンピックのオーストリア選手団（1980ねんレークプラシッドオリンピックのオーストリアせんしゅだん）は、1980年2月13日から2月24日まで、アメリカ合衆国ニューヨーク州のレークプラシッドで開催された1980年レークプラシッドオリンピックのオーストリア選手団、およびその競技結果。

## 概要
今大会は金メダル3個、銀メダル2個、銅メダル2個の合計7個のメダルを獲得した。

## メダル
| メダル | 選手名                                     | 競技           | 種目        |
| ------ | ------------------------------------------ | -------------- | ----------- |
| 金     | レオンハルト・シュトック                   | アルペンスキー | 男子滑降    |
| 金     | アンネマリー・モザー＝プレル               | アルペンスキー | 女子滑降    |
| 金     | アントン・インナウアー                     | スキージャンプ | 男子70m級   |
| 銀     | ペーター・ヴィルンスベルガー               | アルペンスキー | 男子滑降    |
| 銀     | フーベルト・ノイパー                       | スキージャンプ | 男子90m級   |
| 銅     | ハンス・エン                               | アルペンスキー | 男子大回転  |
| 銅     | ゲオルク･フルッキンガー カール・シュロット | リュージュ     | 男子2人乗り |